# Gunnar Martinsson

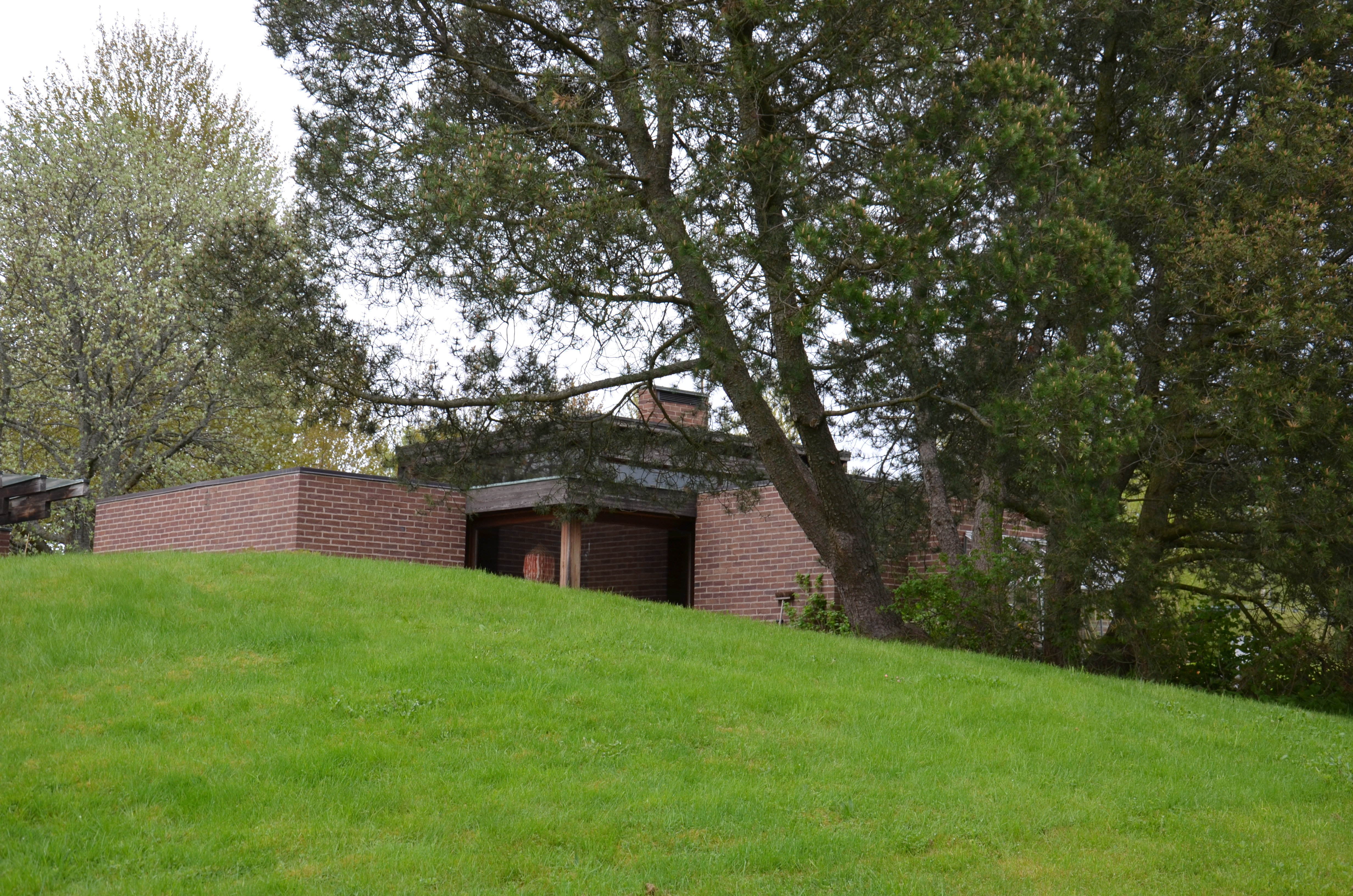
Sverre Fehns Villa Norrköping på 1964, i det av Gunnar Martinson modellerade landskapet vid Nordengatan i Norrköping.

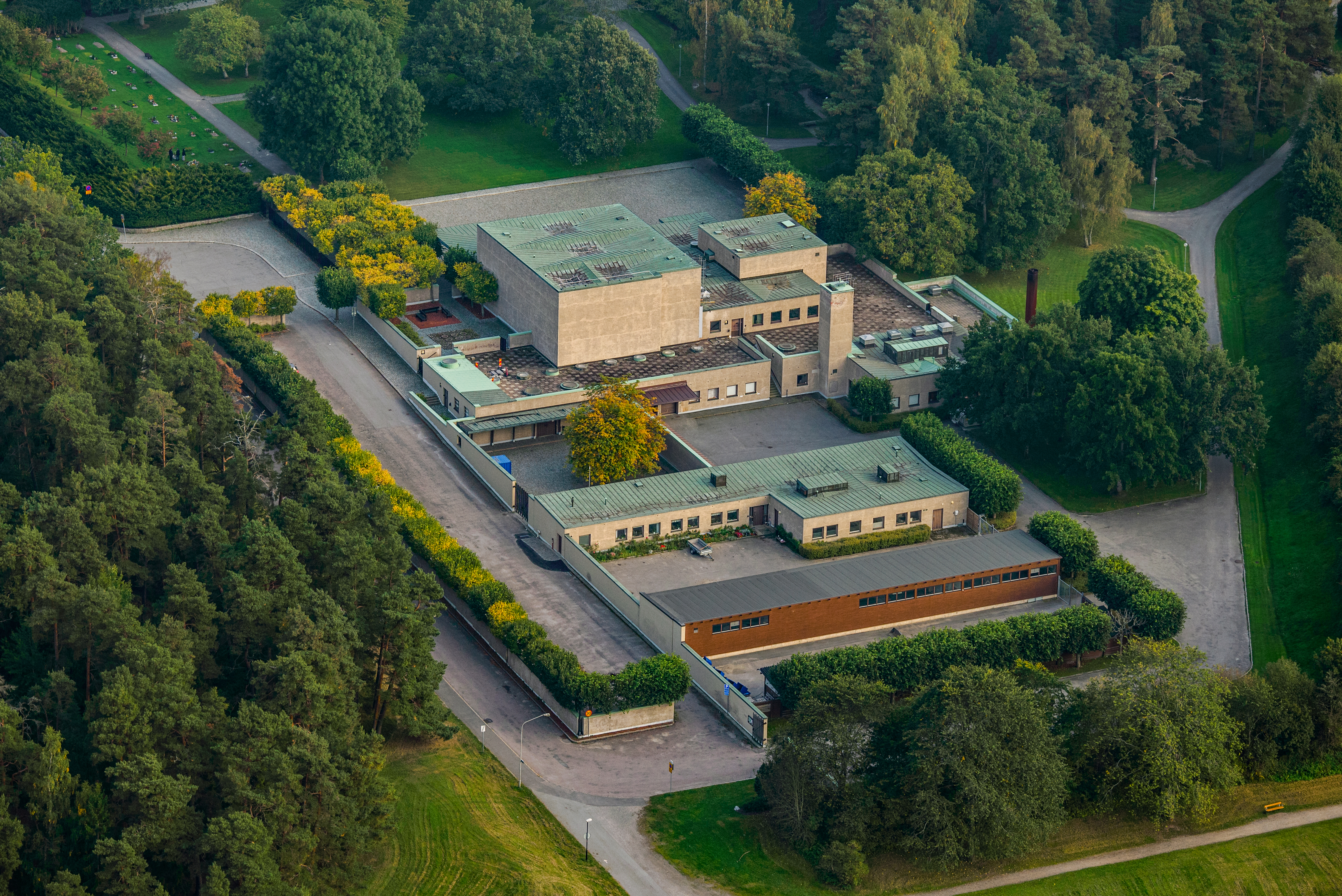
Råcksta begravningsplats

 Gunnar Emil Sixten Martinsson, född 23 december 1924 i Lund, död 21 september 2012 i Malmö Sankt Johannes församling, Malmö, var en svensk landskapsarkitekt.
Gunnar Martinsson utbildade sig vid Lantbruksakademin och Kungliga Konsthögskolan i Stockholm under 1940-talet. Han praktiserade därefter vid arkitektkontor i Sverige, Tyskland, Schweiz och Italien. Han var professor vid universitetet i Karlsruhe i Tyskland 1965–1992. 
Gunnar Martinsson drev sedan 1956 ett eget arkitektkontor. Han arbetade i en uttrycksfull, formfast stil där landskapsarkitekturen gavs ett starkt egenvärde och utformade bland andra Råcksta begravningsplats i Stockholm (1964), Sveriges ambassad i Moskva (1964), slottsträdgården i tyska Rastatt (1987) och ett antal stadsrum i Tyskland och Beneluxländerna. 
Han utformade planen för Norrköpingsutställningen 1964, där de åtta villorna längs Nordengatan ingick. Hans huvudidé för utställningsområdet var att skapa hus i en park, som hölls samman av stora öppna gräsytor. Häckar och staket mellan tomter ersattes av mjuka kullar i parken.
Gunnar Martinsson skrev En bok om trädgårdar (1957) och Mitt hem och min trädgård (1963), den senare tillsammans med Lena Larsson. Han var också redaktör för den danska tidskriften Havekunst under 1950- och 60-talen. Han mottog Friedrich Ludwig von Sckell-Ehrenring av Bayerische Akademie der Schönen Künste. Martinsson finns representerad med en bok vid bland annat Nationalmuseum i Stockholm.